# Список воевод Нижнего Новгорода
В исторических документах использовались названия города: Нижний Новгород, Нижней Новгород, Нижий, Нижней.
1602 Нелидинский Юрий - 1-й воевода
1602 Панов Василий - 2-й воевода, дьяк.
1608 - 1609 Репин Александр Андреевич - 1-й воевода, князь.
1608 - 1609 Алябьев Андрей Семенович - 2-й воевода.
1608 - 1609 Семенов Василий - 3-й воевода, дьяк.
1613 - 1616 Бахтеяров-Ростовский Владимир Иванович - боярин, 1-й воевода, князь.
1613 - 1616 Глебов Семен Матвеевич - 2-й воевода (до 26 апреля 1614).
1613 - 1616 Нащокин Борис Иванович - 3-й воевода (1614-1615).
1613 - 1616 Вареев Андрей - 4-й воевода, дьяк (в 1616 года до 5 июля велено быть в Казанском походе, а вместо него в Нижнем велено быть дьяку Дементию Образцову).
1616 - 1619 Нащокин Борис Иванович. С ним до 1618 дьяк Дементий Образцов, а с 16 ноября 1618 года дьяк Василий Юдин.
1619 - 1620 Головин Пётр Петрович - боярин, 1-й воевода, князь.
1619 - 1620 Юдин Василий - 2-й воевода, дьяк.
1622 - 1623 Сицкой Андрей Данилович - воевода, князь.
1623 - 1626 Плещеев-Заика Иван Дмитриевич.
1626 - 1628 Шаховской (Шеховской) Мирон Михайлович - 1-й воевода, князь.
1626 - 1628 Тимофеев Иван - 2-й воевода, дьяк.
1628 - 1630 Траханиотов - 1-й воевода.
1628 - 1630 Позднеев Богдан - 2-й воевода, дьяк.
1630 - 1632 Воейков Иван Прохорович ( в других документах отчество Богданович).
1630 - 1632 Копнин Третьяк - 2-й воевода, дьяк.
1632 Копнин Третьяк - воевода.
1632 - 1633 Коржбок-Столпин Василий Александрович - 1-й воевода.
1632 - 1633 Бредихин Семён - 2-й воевода, дьяк.
1634 - 1636 Шереметьев Василий Петрович - 1-й воевода.
1634 - 1636 Бредихин Семён - 2-й воевода, дьяк (С. Бредихина в начале 1636 заменил О. Пустынников).
1634 - 1636 Пустынников Осип - 2-й воевода.
1637 - 1638 Урусов Андрей Сатыевич - 1-й воевода (с 1638 с ним дьяк Первой Неронов).
1639 Хованский Андрей Андреевич (умер в Нижнем 13 июня 1639).
1639 - 1641 Хилков Иван Васильевич - 1-й  воевода, князь.
1639 - 1641 Кузовлев Алферий (Олферий) - 2-й воевода, дьяк.
1642 Нащокин Борис Иванович - 1-й воевода.
1642 Талызин Лука - 2-й воевода, дьяк.
1644 Шаховской (Шеховской) Иван Большой Федорович - 1-й воевода, князь.
1644 Дмитриев Иван - 2-й воевода, дьяк.
1645 - 1647 Лодыгин Данило Иванович - 1-й воевода, стольник.
1645 - 1647 Патрикеев Глеб - 2-й воевода, дьяк.
1647 - 1648 Салтыков Лаврентий Дмитриевич - боярин, 1-й воевода.
1647  Патрикеев Глеб - 2-й воевода, дьяк.
1647 - 1648 Чистой Иван - 2-й воевода, дьяк (с июня 1648).
1648 - 1651 Долгоруков Пётр Алексеевич - 1-й воевода, князь, стольник.
1648 - 1651 Патокин Клим - 2-й воевода, дьяк.
1652 Елизаров Прокофий Кузьмич - 1-й воевода.
1652 Черново (Чёрного) Степан - 2-й воевода.
1653 - 1655 Бутурлин Иван Фёдорович - 1-й воевода.
1653 - 1655 Черново (Чёрного) Степан - 2-й воевода, дьяк.
1658 Бутурлин Григорий - 1-й воевода, стольник.
1658 Ушаков Яков - 2-й воевода, дьяк.
1659 - 1661 Измайлов Семён Артемьевич - окольничий, 1-й воевода.
1659 - 1661 Наумов Никита - 2-й воевода, дьяк.
1661 Солнцев-Засекин Андрей Михайлович - стольник, воевода, князь.
1663 Пелепелицын Артемий - воевода.
1663 Плещеев Дмитрий Иванович - 1-й воевода.
1663 Байбаков Фирс - 2-й  воевода, дьяк.
1663 - 1665 Салтыков Александр Петрович - 1-й воевода.
1663 - 1665 Байбаков Фирс (в другом документе назван Басмановым).
1667 Волконский Василий - стольник, 1-й воевода, князь.
1667 Кобелев Евсевий - 2-й воевода, дьяк.
1668 Нащокин Максим Иванович - 1-й воевода.
1668 Кобелев Евсевий - 2-й воевода, дьяк.
1668 Крюков Иван - 1-й воевода.
1668 Чернеев Иван Борисович - 2-й воевода, дьяк.
1669 Нащокин Максим Ордин (Ардин) - 1-й воевода.
1669 Чернеев Иван Борисович - 2-й воевода, дьяк.
1670 Чернеев Иван Борисович - воевода, дьяк.
1670 - 1672 Голохвастов Василий Яковлевич - 1-й воевода, стольник (с ним с Шарапов Степан, с 1672 Алмаз Чистого, дьяк).
1672 - 1674 Татев Степан Иванович - стольник, 1-й воевода, князь.
1672 - 1674 Алмаз Чистого - 2-й воевода, дьяк.
1674 Львов Степан Фёдорович - стольник, 1-й воевода, князь.
1674 Алмаз Чистого (написано Аникею Чистого) - 2-й воевода, дьяк.
1677 Горчаков Борис Васильевич - стольник, 1-й воевода, князь.
1677 Казаринов Фёдор - 2-й воевода, дьяк.
1679 - 1680 Толстой (Толстово) Андрей Васильевич - думный дворянин, 1-й воевода.
1679 - 1680 Михайлов Константин - 2-й воевода, дьяк.
1679 - 1680 Никитин Василий - 2-й воевода, дьяк (после К. Михайлова).
1680 - 1682 Коркодинов Фёдор Михайлович - стольник, 1-й воевода, князь.
1680 - 1682 Никитин Василий - 2-й воевода, дьяк.
1682 - 1683 Измайлов Михаил -  стольник, 1-й воевода.
1682 - 1683 Нестеров Лука - 2-й воевода, дьяк.
1693 Леонтьев Павел Фёдорович - стольник, воевода.